# Sunday roast
Il sunday roast (in italiano: arrosto della domenica) è un piatto tradizionale della cucina britannica a base di carne servito generalmente la domenica. È composto da carne e patate arrosto accompagnate da verdure e salse.

## Diffusione
Il piatto è molto diffuso in tutto il Regno Unito ed è conosciuto con svariati nomi, a seconda delle regioni. La domenica, giorno di festa della settimana, dopo la funzione religiosa le famiglie si radunavano e mangiavano carne.
Il sunday roast è popolare anche nelle nazioni che formano il Commonwealth e nelle ex colonie inglesi; si consuma abitualmente in Nuova Zelanda, Sudafrica, Stati Uniti, Canada e Australia. Nella provincia canadese del Terranova e Labrador il piatto è conosciuto con il nome di Jigg's dinner.

## Composizione
Di solito il piatto di prepara conmanzo, pollo, pecora o maiale; inoltre si usa la carne d'anatra, oca e tacchino. Oggi esistono anche le versioni vegetariane.
- Roast beef (carne di manzo): servita con Yorkshire pudding o, in alternativa, con senape e rafano;
- Roast pork (carne di maiale): servita con salsa alla cipolla o alla mela;
- Roast lamb (carne di pecora): servita con salsa alla menta;
- Roast chicken (carne di pollo): servita con salsa di ribes.

## Galleria d'immagini

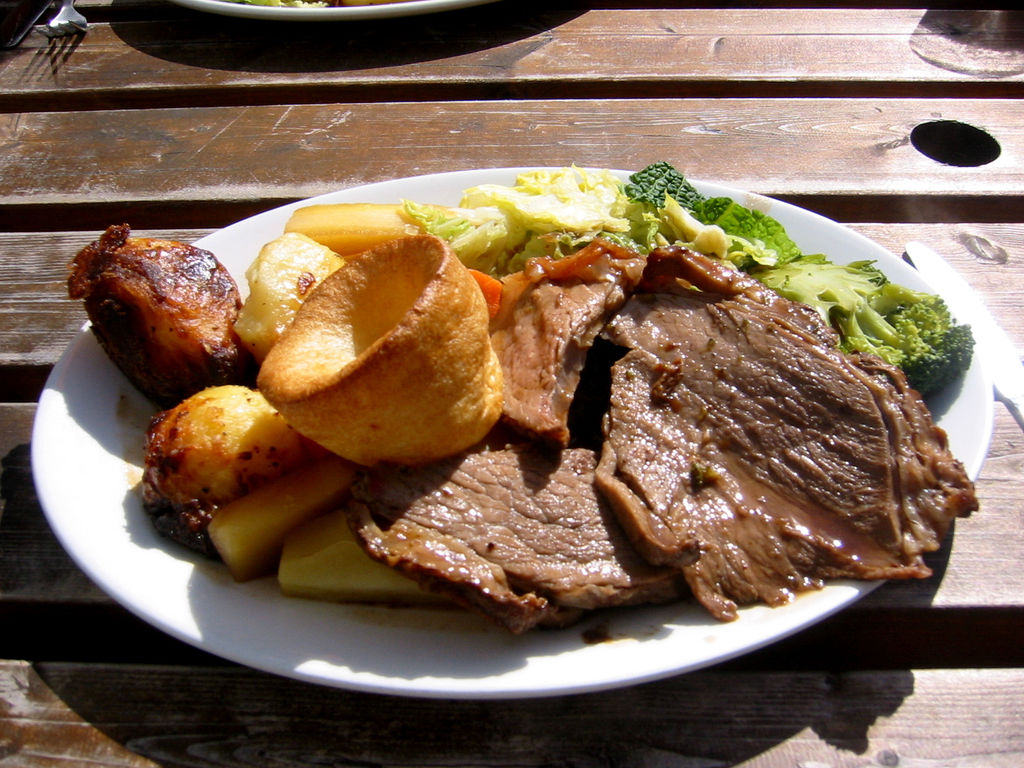
Fotografia del Sunday roast con carne di manzo
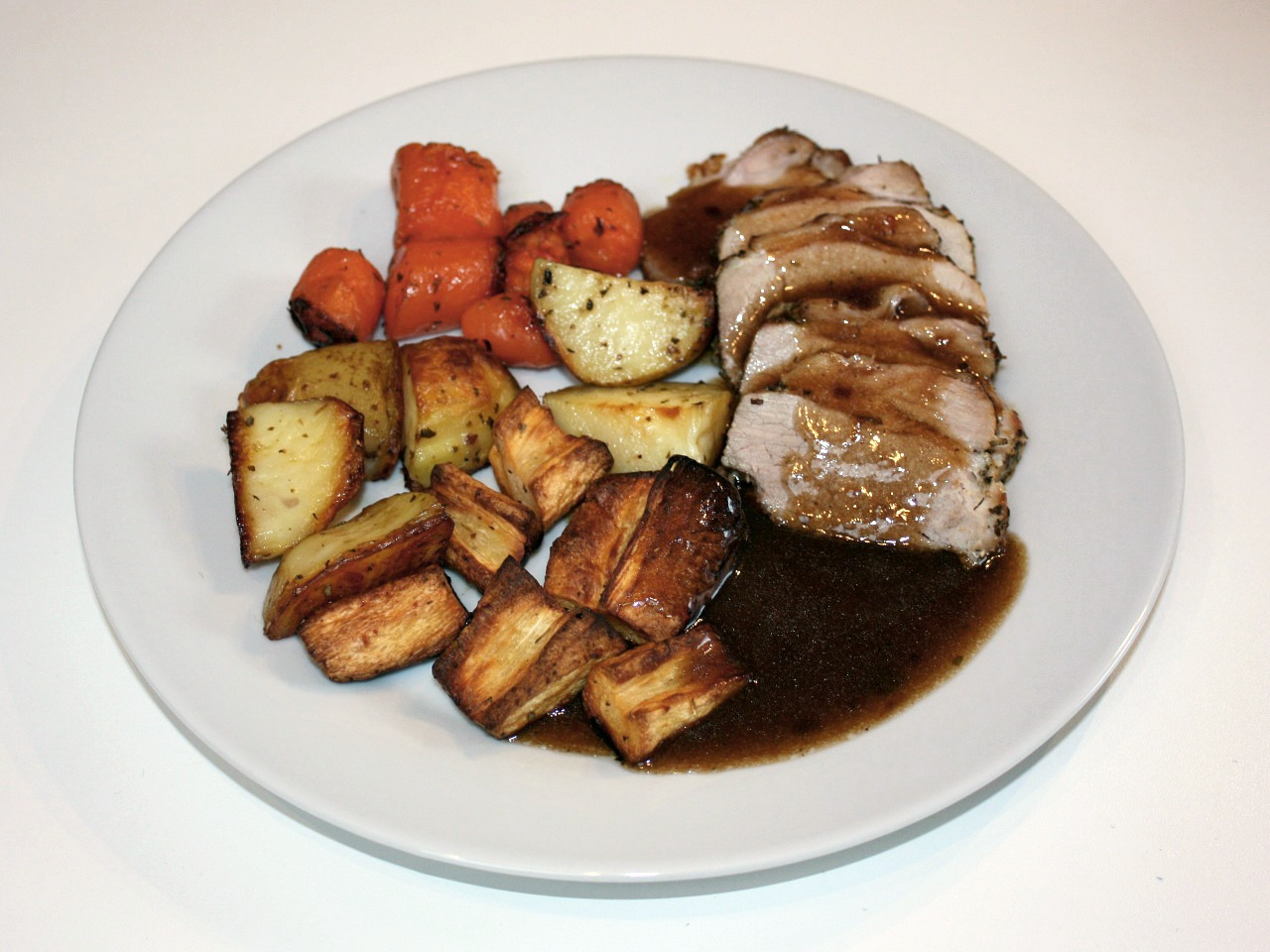
Fotografia del Sunday roast con carne di maiale